# UnSun
UnSun - польська готик-метал група, яку очолює екс-гітарист Vader Мавріц «Mauser» Стефанович (з самого початку UnSun позиціонувався не як ще один сайд-проект Mauser'a, а як його власний спосіб дослідження нової музики). Спочатку команда називалася Unseen, але потім цей динамічний квартет вирішив, що найкраще їм підійде така назва, яка поєднує в собі день і ніч, світло і темряву. Так і народилося Unsun, назва, чудово відображає меланхолійну, похмуру, хоча і чіплючу суть їхньої музики, а також різкий контраст між високо мелодійними партіями вокалістки Aya і драйвовими, потужними рифами.

## Склад
- Annelyse «Aya» Stefanowicz - вокал
- Maurycy «Mauser» Stefanowicz - гітара (екс-учасник Vader)
- Wawrzyniec «Vaaver» Dramowicz - ударні <! - (Also Indukti) ->
- Filip «Heinrich» Hałucha - бас-гітара <! - (Also Vesania) ->

## Дискографія
- Whispers (2006, demo)
- The End of Life (2008)
- Clinic For Dolls (2010)

| Валторна | Це незавершена стаття про метал-гурт. Ви можете допомогти проєкту, виправивши або дописавши її. |